# هذه الحياة الرياضية (رواية)
هذه الحياة الرياضية (بالإنجليزية: This Sporting Life)‏ هي رواية للكاتب الإنجليزي ديفيد ستوري، نشرت عام 1960، لأول مرة عن دار نشر لونغمان.